# 葉星辰
葉星辰（1990年7月7日—），臺灣新生代女演員 。2011年以廣告出道，2013年參與電影《KANO》的演出，2015年通過由王小棣等八位導演所開辦的「Q Place表演教室」演員甄選、戲劇課程訓練，以第1期學員身份結業。隨後亦參與《植劇場》系列的演出，2016年在《植劇場－戀愛沙塵暴》電視劇中飾演主要角色任嬌嬌而嶄露頭角。2018年在三立華人電視劇《三明治女孩的逆襲》中首次擔綱女主角，飾演蘇筱青獲得不錯的收視與回響。2022年在《茁劇場－綠島金魂》電視劇中飾演女主角何彩鵑。

## 電影
| 上映年份 | 電影名稱           | 演出角色          | 性質     | 導演           |
| -------- | ------------------ | ----------------- | -------- | -------------- |
| 2013年   | 《明天記得愛上我》 | 咪咪              | 女配角   | 陳駿霖         |
| 2014年   | 《KANO》           | 阿靜              | 女配角   | 馬志翔         |
| 2014年   | 《大稻埕》         | 藝旦阿星          | 特別演出 | 葉天倫         |
| 2016年   | 《五星級魚干女》   | 淑敏 （少女時期） | 女配角   | 林孝謙、呂安弦 |
| 2018年   | 《花甲大人轉男孩》 | 小靜              | 主演之一 | 瞿友寧         |
| 2018年   | 《哈囉！有事嗎》   | 心妍              | 女配角   | 梁凱威         |

## 電視劇/網路劇

### 長篇電視劇
| 播出年份 | 播放頻道             | 電視名稱                           | 演出角色   | 性質     | 導演     |
| -------- | -------------------- | ---------------------------------- | ---------- | -------- | -------- |
| 2016年   | 公視                 | 《一把青》                         | 大隊長女兒 | 特別演出 | 曹瑞原   |
| 2016年   | 台視 八大綜合台 公視 | 《植劇場－戀愛沙塵暴》             | 任嬌嬌     | 主演     | 北村豐晴 |
| 2016年   | 台視 八大綜合台 公視 | 《植劇場－姜老師，妳談過戀愛嗎？》 | 姜淑貞     | 女主角   | 王明台   |
| 2017年   | 台視 八大綜合台 公視 | 《植劇場－花甲男孩轉大人》         | 小靜       | 特別演出 | 瞿友寧   |
| 2017年   | 搜狐視頻             | 《端腦》                           | 嘉利       | 女配角   | 中中     |
| 2018年   | 三立都會台           | 《三明治女孩的逆襲》               | 蘇筱青     | 女主角   | 郝心翔   |
| 2019年   | 台視 東森綜合台      | 《男神時代》                       | 明天愛     | 女主角   | 朱峰     |
| 2020年   | 東森戲劇台           | 《王牌辯護人》                     | 田雨昕     | 女主角   | 黃志翔   |
| 2022年   | 公視 MyVideo 台視    | 《茁劇場－綠島金魂》               | 何彩鵑     | 女主角   | 北村豐晴 |

### 迷你電視劇/電視電影
| 播出年份 | 播放頻道         | 電視名稱                     | 演出角色 | 性質   | 導演   |
| -------- | ---------------- | ---------------------------- | -------- | ------ | ------ |
| 2015年   | 台視             | 《閱讀時光－蛾》             | 小襄     | 女主角 | 鄭文堂 |
| 2015年   | 公視             | 《麻醉風暴》                 | 拉米     | 女配角 | 蕭力修 |
| 2015年   | 公視             | 《天使的收音機》             | 國小老師 | 女配角 | 王傳宗 |
| 2016年   | 公視             | 《滾石愛情故事－如果有一天》 | 陳美珍   | 女主角 | 許富翔 |
| 2018年   | 三立都會台 Vidol | 《你好，幸福》               | 蔓蔓     | 女主角 | 曾大衡 |

## 短片/微電影
- 2012年 做自己 / be yourself
- 2014年 戀奶球
- 2015年 紅衣小女孩超前導預告片 [10]
- 2015年 來一客 微溫劇場 《綠野仙蹤式的愛情》
- 2015年 來一客 微溫劇場 《福爾摩斯式的愛情》
- 2015年 來一客 微溫劇場 《鄰家美眉式的愛情》
- 2015年 新竹市博物館群微電影
- 2015年 氣象局微電影 《阿爸的天氣預報》 [11][12]
- 2016年 「記憶中的溫度」
- 2016年 「自拍」
- 2016年 來一客 微溫劇場《電車男式的愛情》
- 2016年 植劇場『未來星』系列---葉星辰
- 2016年 《台灣孩子演台灣故事》來戲院，撿戲尾
- 2016年 植劇場《戀愛沙塵暴之番外篇09》嬌嬌玩偶會議
- 2016年 植劇場《戀愛沙塵暴之番外篇10》模仿嬌嬌
- 2016年 戀愛沙塵暴植日生週記第二集
- 2016年 戀愛沙塵暴植日生週記第四集
- 2016年 戀愛沙塵暴植日生週記第六集
- 2016年 戀愛沙塵暴植日生週記第七集 大來賓小課堂
- 2016年 植劇場《姜老師，妳談過戀愛嗎？之番外篇03》團購
- 2016年 植劇場《姜老師，妳談過戀愛嗎？之番外篇05》防身術
- 2016年 植劇場《姜老師，妳談過戀愛嗎？之番外篇06》掛號
- 2016年 植劇場《姜老師，妳談過戀愛嗎？之番外篇10》她們的前世今生
- 2016年 植劇場《姜老師，妳談過戀愛嗎？之番外篇12》大來賓小課堂_侯文詠
- 2016年 ⟪姜老師，妳談過戀愛嗎？⟫植日生週記第一集_編劇的話
- 2016年 ⟪姜老師，妳談過戀愛嗎？⟫植日生週記第二集_禾語辰與姜老師這部戲..
- 2016年 ⟪姜老師，妳談過戀愛嗎？⟫植日生週記第三集_葉星辰
- 2016年 ⟪姜老師，妳談過戀愛嗎？⟫植日生週記第四集 _許光漢
- 2016年 ⟪姜老師，妳談過戀愛嗎？⟫植日生週記第五集 _章可中、王明台導演
- 2017年 植劇場《積木之家之番外篇03》#玩偶家族
- 2017年《積木之家》植日生週記第二集
- 2017年 植劇場《五味八珍的歲月之番外篇10》#耀仁訪談
- 2017年 來一客 微溫劇場《最強大腦式的愛情》
- 2017年 來一客 微溫劇場《蜂蜜幸運草式的愛情》
- 2021年 葉星辰 Me, Myself. 凝視
- 2021年 葉星辰 Me, Myself. 相倚
- 2021年 葉星辰 Me, Myself. 齊行
- 2021年 葉星辰 Me, Myself. 擁抱

## 音樂錄影帶
| 年份   | 名稱                                          | 歌手   |
| ------ | --------------------------------------------- | ------ |
| 2014年 | 《勇者的浪漫(中文版)》 （页面存档备份，存于） | 羅美玲 |
| 2016年 | 《藏不住》 （页面存档备份，存于）             | 楊程鈞 |
| 2022年 | 《一起痛過的幸福》 （页面存档备份，存于）     | 郭靜   |

## 音樂作品

### 單曲
| 年份   | 歌曲名稱         | 備註                     |
| ------ | ---------------- | ------------------------ |
| 2022年 | 〈茉莉花吟唱曲〉 | 《茁劇場－綠島金魂》插曲 |

## 主持作品

### 網路節目
| 播出年份     | 播放平台                   | 節目名稱       | 性質   | 時段       |
| ------------ | -------------------------- | -------------- | ------ | ---------- |
| 2017年－至今 | YouTube-葉星辰官方專屬頻道 | 《星星大小事》 | 主持人 | 不定期上傳 |

## 廣告作品

### 廣告
- 2011年 7-11 音箱公仔 《登場篇》
- 2011年 中華電信 《變換篇》
- 2012年 台中銀行 形象廣告
- 2013年 YAHOO 購物商城 《1111超級購物節》
- 2013年 台新銀行
- 2013年 C.C LEMON
- 2013年 波爾 穀物蕎麥茶
- 2013年 遠傳電信 《一塊揪網卡》
- 2013年 原創T恤
- 2014年 德克士炸雞 《哈辣芝士腿堡篇》(中國大陆)
- 2014年 妙脆角 《魔獸世界篇》(中國大陆)
- 2014年 麒麟Bar Beer 《轉瓶篇》
- 2014年 紅薑黃先生
- 2014年 遠傳電信 《馬上換篇》
- 2015年 遠傳電信《耍心機篇》
- 2015年 遠傳電信《好機靈篇》
- 2016年 黑人牙膏 《雨傘篇》
- 2016年 遠傳電信 《做夢也會笑篇》
- 2023年 台灣休閒服飾品牌7th island｜Wear Casual, Stay Chill

### 雜誌
- 2014年《華流》單元專題
- 2014年《Gacha! 寫真玩家》 vol.4封面專題
- 2014年《O'logy》單元專題
- 2015年《女人下班後》Vol.7封面專題
- 2015年《女人下班後》Vol.6封面專題
- 2015年《VOGUE》 四月號 YOUNG POWER 專題
- 2018年《時報周刊》第2108期 封面人物

## 外部連結
- 葉星辰的Facebook專頁
- 葉星辰的Instagram帳戶
- 葉星辰的YOUTUBE頻道 （页面存档备份，存于）
- 葉星辰在互联网电影资料库（IMDb）上的資料（英文）
- 葉星辰在香港影庫上的簡介